# Bartolomé Torres Naharro
Bartolomé Torres Naharro (Torre de Miguel Sesmero, 1485 körül – 1520 körül) spanyol költő, drámaíró, a spanyol drámairodalom egyik megteremtője.

## Élete
Életéről kevés megbízható adat ismert. Pap és katona is volt, hajótörést szenvedett és algíri kalózok fogságába került. Miután tőlük kiváltották, 1513 körül Rómában telepedett le, ahol Giulio de’ Medici, a későbbi VII. Kelemen pápa pártfogoltja volt. Később Nápolyba ment és Fabrizio Colonna zsoldosvezér szolgálatában állt. Ott jelent meg 1517-ben műveinek gyűjteménye Propalladia címmel, Fernando Francisco de Ávalosnak (Vittoria Colonna férjének) ajánlva. A kötet, melyet a szerző maga rendezett sajtó alá és előszóval látott el, költeményeit és öt – a későbbi kiadásokban nyolc – színművét tartalmazza. 

## Írói munkássága
Gyűjteménye előszavában  kifejtette nézeteit a drámai műfajokról. A színdarabokat két csoportba osztotta: comedia comedias á noticia és comedias á fantasía. Az első a való élet eseményeiből meríti tárgyát és személyeit (pl. a Soldatesca és a Tinellaria), a második a képzelet világából és csak valószínűségre törekszik (ilyen egyik legjobb darabja, a Himenea). A szereplők számát 6-12 között szabta meg, de ezt maga sem mindig tartotta be, pl. a Tinellariának húsz szereplője van. Darabjait öt felvonásra – jornadasra – osztotta és bevezetéssel (Introito) látta el; ezt követi az Argumento, a darab meséjének rövid ismertetése.

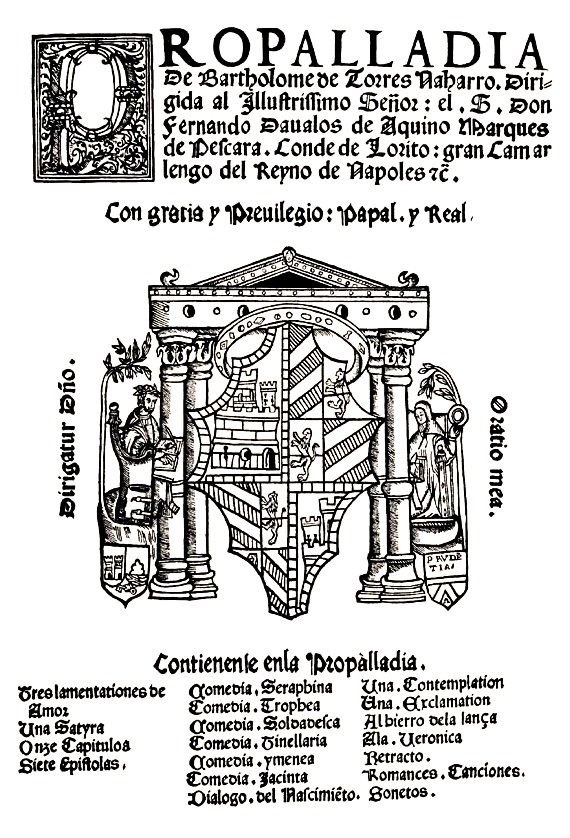
A Propalladia 1517. évi kiadásának borítója

A kortárs olasz írók kísérleteiből megtanulta a cselekményírás és a színpadi hatás egyes fogásait. Tőlük vette át a szolgák és szolgálók fölléptetését, akik uraiknak tréfás ellenképei vagy kifigurázói. Realisztikus erkölcsrajzokat ad a katonaéletből vagy egy római bíboros cselédségének életéből; igazi cselszövéssel próbálkozik, amikor például a kettős házasságot kötött fiatalember az egyik feleségét kénytelen lenne eltenni láb alól, ha az öcscse át nem venné tőle; vagy a Himenea udvarlása éjjeli légyottal, a családi élet tisztasága fölött féltékenyen őrködő testvérrel. 
A pápai udvar elleni szatirikus utalások miatt 1559-ben a Propalladiát az inkvizíció betiltotta, a példányok nagy részét megsemmisítették. Végül „megtisztított” formában ismét kiadták 1573-ban. Darabjait (néhányat?) bemutatták Rómában, X. Leó pápa udvarában. Minthogy Itáliában élt és alkotott, életében darabjai nem kerültek színre hazájában és így a spanyol dráma fejlődésére csak korlátozottan voltak hatással.